# Jaime Estrada Bonilla
Jaime Edulfo Estrada Bonilla (Manta, 23 de julio de 1955) es un político ecuatoriano que ocupó la alcaldía de la ciudad de Manta y fue diputado en varios periodos legislativos.

## Trayectoria política
Inició su vida pública en 1997 como presidente de la autoridad portuaria de Manta. En 1998 fundó el equipo de fútbol Manta Fútbol Club.
En las elecciones legislativas de 1998 fue elegido diputado nacional en representación de la provincia de Manabí por el partido Democracia Popular, cargo al que fue reelegido en las elecciones de 2002 y de 2006. Durante su tiempo en el Congreso fue presidente de la comisión de lo Tributario, Fiscal y Bancario. En noviembre de 2007 fue cesado de su cargo junto con el resto del Congreso por la Asamblea Constituyente de 2007.
En las elecciones seccionales de 2009 fue elegido alcalde de Manta, venciendo a Jorge Zambrano, quien buscaba la reelección, en una reñida contienda que requirió el reconteo de votos en Quito. Sin embargo, en las elecciones seccionales de 2014 fue derrotado por el exalcalde Zambrano al intentar conservar el puesto bajo el auspicio del movimiento Alianza PAIS.
En diciembre de 2018 la Contraloría General del Estado emitió un dictamen sancionatorio contra Estrada por haber realizado, durante su tiempo en la alcaldía, nombramientos a funcionarios sin los concursos de méritos ordenados por la ley. Estrada se pronunció días después aseverando que se intentaba impedir su participación como candidato a prefecto de Manabí en las elecciones del año siguiente, pues la sanción establecía un impedimento legal para que ocupar cargos públicos.